# Rego da Murta
Rego da Murta is een plaats (freguesia) in de Portugese gemeente Alvaiázere en telt 948 inwoners (2001).